# We Just Go Hard feat. AK-69/EUPHORIA
「We Just Go Hard feat. AK-69/EUPHORIA」（ウィー ジャスト ゴー ハード フィーチャリング エーケーシックスティーナイン/ユーフォリア）は、KAT-TUNの29作目のシングル曲。2021年9月8日にJ Stormから発売された。

## 概要
KAT-TUN初の両A面シングルであり、初回限定盤1・初回限定盤2・初回限定盤3・通常盤・ファンクラブ会員限定盤・BASEBALL盤・プロ野球コラボ盤の7形態でリリースされた。ファンクラブ会員限定盤とBASEBALL盤はジャニーズショップオンラインストアで、プロ野球コラボ盤は読売ジャイアンツ球団公式通販サイトジャイアンツオンラインストアとG-STORE限定で2021年9月17日から11月30日までの限定販売である。
「We Just Go Hard feat. AK-69」はメンバーの亀梨和也が出演している日本テレビ系『Going!Sports&News』のテーマソングおよび日本テレビ系プロ野球中継「DRAMATIC BASEBALL 2021」下半期イメージソング。KAT-TUNは日本テレビと1シーズンに2曲のプロ野球のイメージソングを制作する史上初のプロジェクトを進めており、本作は『Roar』に収録された「Light and Blue」に続くプロジェクト第2弾の楽曲となる。2021年6月30日午後7時から生中継された『DRAMATIC BASEBALL 2021 巨人×広島』内で初めて放送された。ラップパートはRIEHATAが振付を担当している。
「EUPHORIA」は、テレビ朝日「オシドラサタデー」枠で放送の美 少年（ジャニーズJr.）が主演を務めるテレビドラマ『ザ・ハイスクール ヒーローズ』の主題歌。
発売日同日よりタイトル曲「We Just Go Hard feat. AK-69」と「EUPHORIA」音源のダウンロード・ストリーミング配信リリースされた。
2021年9月26日18:30からはファンクラブ限定盤の購入者を対象とした生配信ライブ&トークイベント「Thanks to Hyphen」が行われた。また、同日20:30からは市販商品（初回限定盤1・初回限定盤2・初回限定盤3・通常盤）の購入者を対象とした生配信イベント「15TH ANNIVERSARYイベント第2弾」も別に行われた。
また、2025年3月31日をもってKAT-TUNが解散を発表したため、最後のCDシングルとなった。

## チャート成績
初週20.5万枚を売り上げ、2021年9月14日発表の「オリコン週間シングルランキング」では初登場1位を記録し、デビュー作から29作連続となる1位を獲得した。自身が歴代3位の記録を持つ「デビュー(1st)からのシングル連続1位獲得作品数」を自己更新した。シングル作品の初週売上20万枚超えは、前作「Roar」に続き、2作連続の初週売上20万枚超えとなった。
2021年9月20日付のBillboard JAPAN「週間シングル・セールス・チャート“Top Singles Sales”」で週間1位を獲得した。さらに、タイトル曲「We Just Go Hard feat. AK-69」は同日付のBillboard JAPAN「総合ソング・チャート“JAPAN HOT 100”」総合1位を獲得した。

## 仕様・封入物
初回限定盤1・初回限定盤2
- 12P歌詞ブックレット封入

初回限定盤3
- 28Pドキュメンタリーフォトブックレット封入

通常盤
- 3面6P歌詞カード封入

ファンクラブ会員限定盤
- 生配信ライブ&トークイベント「Thanks to Hyphen」視聴用シリアルコード
- キャラメルBOX仕様
- 60P歌詞フォトブックレット封入
- フォトカード14枚封入

BASEBALL盤
- 「”KAT-TUN×プロ野球”スペシャルコラボ企画」応募シリアルコード
- キャラメルBOX仕様
- オリジナル応援グッズ「KAT-TUN 15周年マフラータオル」
- 歌詞カード封入

プロ野球コラボ盤
- KAT-TUN×プロ野球 コラボフェイスタオル（H340mm×W780mm）

## 収録曲

### CD

#### 通常盤・初回限定盤1・BASEBALL盤・プロ野球コラボ盤
※「My fantasy」以降、通常盤のみ収録。
1. We Just Go Hard feat. AK-69
作詞：AK-69、作曲：RIMAZI, AK-69、編曲：RIMAZI
  - 日本テレビ系「Going!Sports&News」テーマソング
  - 日本テレビ系プロ野球中継「DRAMATIC BASEBALL 2021」テーマソング
2. EUPHORIA
作詞：RUCCA、作曲：Jovette Rivera, Maiko Kawabe Rivera、編曲：Jovette Rivera, Maiko Kawabe Rivera, 立山秋航
  - 美 少年（ジャニーズJr.）主演 テレビ朝日「オシドラサタデー」枠ドラマ『ザ・ハイスクール ヒーローズ』主題歌
3. My fantasy
作詞：ONIGASHIMA、作曲：Joshua Leung, Mayu Waisaka、編曲：Joshua Leung, TeddyLoid
4. Last Summer
作詞：ma-saya、作曲：Samuel Waermo, Stefan Ekstedt, MiNE、編曲：鈴木雅也
5. We Just Go Hard feat. AK-69（オリジナル・カラオケ）
6. EUPHORIA（オリジナル・カラオケ）
7. My fantasy（オリジナル・カラオケ）
8. Last Summer（オリジナル・カラオケ）

#### 初回限定盤3
1. We Just Go Hard feat. AK-69
2. EUPHORIA
3. Lily
作詞・作曲：神谷礼、編曲：CHOKKAKU
4. Lily（オリジナル・カラオケ）

#### 初回限定盤2
1. EUPHORIA
2. We Just Go Hard feat. AK-69

#### ファンクラブ限定盤
1. We Just Go Hard feat. AK-69
2. EUPHORIA
3. Thank you!（15周年アニバーサリーソング）
作詞：KAT-TUN、作曲：Josef Melin、編曲：本間昭光
4. Thank you!（オリジナル・カラオケ）

### DIGITAL
1. We Just Go Hard feat.AK-69
2. EUPHORIA

### DVD/Blu-ray
初回限定盤1
- We Just Go Hard feat. AK-69（ビデオ・クリップ+メイキング）

初回限定盤2
- EUPHORIA（ビデオ・クリップ+メイキング）

初回限定盤3
- ドキュメンタリー映像「Documentary of KAT-TUN 29th Single」

ファンクラブ限定盤
- 「KAT-TUNデビュー15周年 前夜祭」（2021.3.21生配信）